# Красний Октябр (Чишминський район)
Красний Октя́бр (рос. Красный Октябрь, башк. Красный Октябрь) — присілок (в минулому селище) у складі Чишминського району Башкортостану, Росія. Входить до складу Дмитрієвської сільської ради.
Населення — 13 осіб (2010; 15 в 2002).
Національний склад:
- українці — 66 %
- росіяни — 27 %